# 五权镇
五权镇，是中华人民共和国四川省广元市旺苍县下辖的一个乡镇级行政单位。2020年5月，将原大河乡桂花村所属行政区域划归五权镇管辖，五权镇旭光村所属行政区域划为大两镇的行政区域。

## 行政区划
五权镇下辖以下地区：
五郎庙社区、三溪村、清水村、龙坝村、木堂村、旭光村、朝阳村、山花村、铜钱村、大垭村、楼房村、楠木村、天红村、星红村和中河村。